# عبدالصمد توکلی
عبدالصمد توکلی یکی از بازیکنان فوتبال ایران است. این بازیکن در طول در دوران حضورش، در تیم‌های مختلفی من‌جمله اتکا مشارکت داشته‌است.